# عضرفوطاوات
العضرفوطاوات (الاسم العلمي: Agaminae)، هي أسرة من الزواحف تتبع فصيلة الحرذونيات ضمن رتبة الحرشفيات. وتحتوي على 13 جنساً.

## الأجناس
- جنس Acanthocercus
- جنس عضرفوط، Agama
- جنس Brachysaura
- جنس Bufoniceps
- جنس Coryphophylax
- جنس Laudakia
- جنس Mictopholis
- جنس Paralaudakia
- جنس طحن، Phrynocephalus
- جنس عضرفوط متلون، Trapelus
- جنس عضرفوط غريب [الإنجليزية]، Xenagama